# Efigênia Carabina
Efigênia Carabina (Ouro Preto, 21 de abril de 1947 - Ouro Preto, 20 de janeiro de 2019) foi uma sambista, compositora, cantora e lavadeira ouro-pretana. É lembrada como uma das figuras mais importantes e emblemáticas de Ouro Preto.

## Biografia
Efigênia dos Santos Gomes nasceu em 21 de abril de 1947, na cidade de Ouro Preto. Seu pai era ouro-pretano, e sua mãe era marianense, de Bento Rodrigues. Sua família teria vindo para Ouro Preto a partir de seu bisavô, que era um escravizado de Angola em Mariana, cidade ao lado.
Conta-se que, quando era jovem, namorou o cantor e compositor mineiro Milton Nascimento.
Ela foi pioneira na luta a favor das mulheres e dos negros em Ouro Preto. Foi fundadora da Federação das Associações de Moradores de Ouro Preto (FAMOP), sendo lider por 40 anos, e do Movimento Negro Jair Afonso Inácio, sendo presidente da organização e responsável pela realização e criação do desfile da Beleza Negra.
Na Câmara Municipal de Ouro Preto marcou presença constantemente, atuando como conselheira tutelar e de saude, e cobrando dos vereadores. Também foi mentora para a construção da APAE Ouro Preto e idealizadora da Associação Comunitária de Deficientes.

## Homenagens

Catitão representando Efigênia Carabina, 2016.

Em 2017 ela foi agraciada com a Medalha da Inconfidência, pelas mãos do então governador de Minas Gerais, Fernando Pimentel.

Depois de sua morte o Centro de Apoio a Mulher, em Ouro Preto, recebeu o seu nome. No tradicional bloco carnavalesco de Ouro Preto, o Zé Pereira dos Lacaios, um dos bonecos do festejo é em sua homenagem, por ser considerada madrinha do samba da cidade. Em 2021 foi instituido pela lei ordinária Nº 342/2021, o Dia Municipal da Mulher Negra "Efigênia Carabina” no calendário oficial de eventos do município de Ouro Preto, a ser comemorado todo dia 25 de julho.

Instrumentos utilizados nas apresentações culturais da banda

Em sua homenagem também foi criado pelo sindicato ASSUFOP, dos servidores da Universidade Federal de Ouro Preto, o Grupo de Percussão de Mulheres Bateria Carabina, banda de mulheres da comunidade acadêmica e do municipio. A primeira apresentação do grupo foi em 1 de maio de 2022.
Recebeu, in memoriam, a Comenda da Liberdade Chico Rei, em 2023, pela Câmara Municipal de Ouro Preto.